# Ghabe
Ghabe (arabe : غابه (المتن) ) est un village libanais situé dans le caza du Metn au Mont-Liban au Liban. La population, d'environ 723 habitants est presque exclusivement chrétienne.
Son climat est subtropical avec des étés chauds et secs et des hivers humides et neigeux. La végétation est à base de pins.
La première maison a été construite en 1772 et l'église en 1862.